# Dusona karkil
Dusona karkil är en stekelart som först beskrevs av Cheesman 1936.  Dusona karkil ingår i släktet Dusona och familjen brokparasitsteklar. Inga underarter finns listade i Catalogue of Life.